# Catedral de Santa Sofía (Kiev)

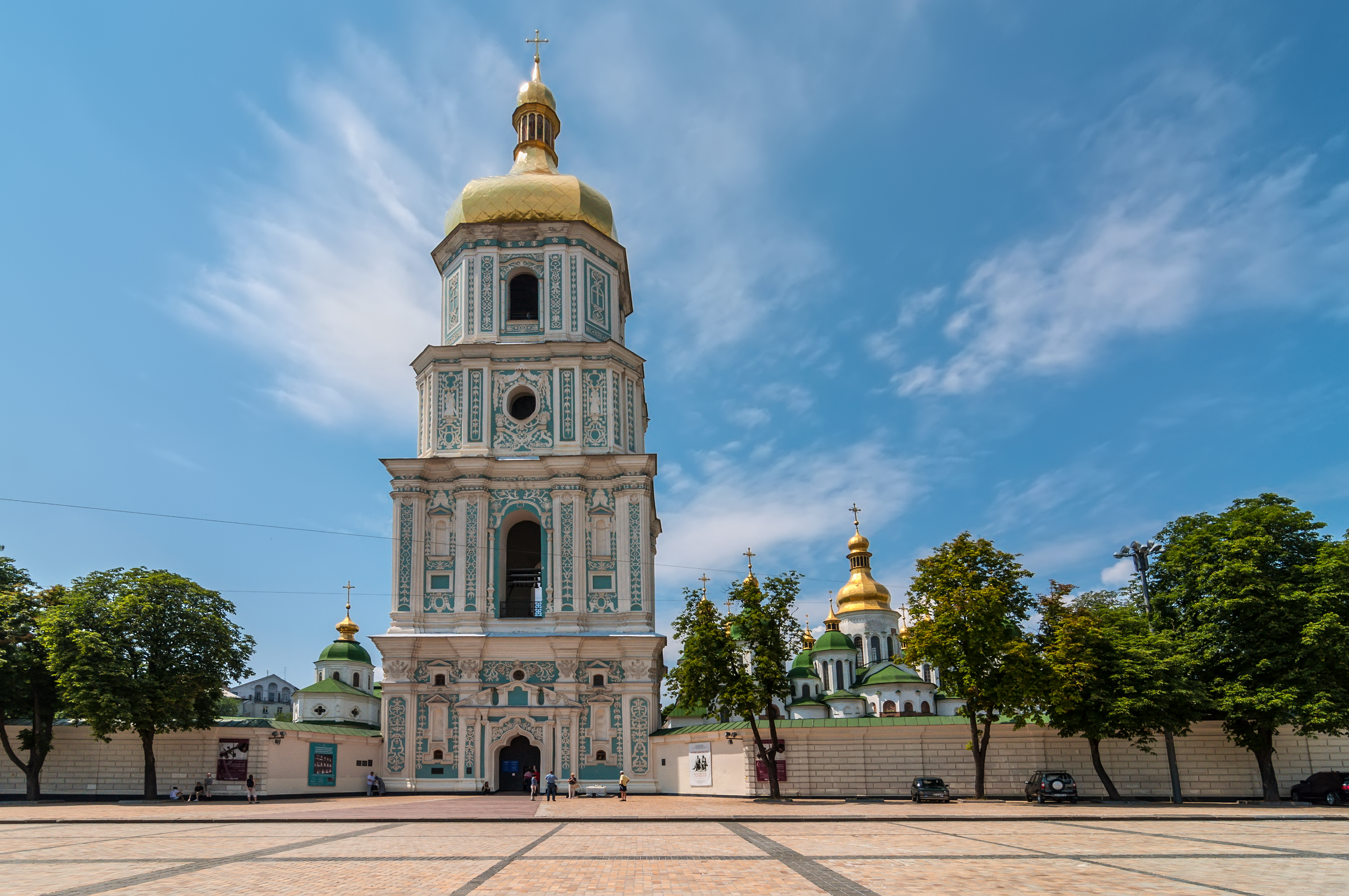
El campanario de Santa Sofía visto desde la plaza Bohdán Jmelnytsky.

La catedral de Santa Sofía en Kiev (en ucraniano: Собор Святої Софії, Sobor Sviatoyi Sofiyi) es un monumento arquitectónico sobresaliente de la Rus de Kiev. Hoy en día, es uno de los monumentos más conocidos de la ciudad y el primer patrimonio ucraniano inscrito de la Lista del Patrimonio Mundial de la Unesco, junto con el Monasterio de las Cuevas de Kiev.
El complejo de la catedral es el principal componente del Santuario Nacional «Sofía de Kiev», la institución estatal responsable de la conservación del complejo catedralicio junto con otros monumentos históricos de la ciudad.

## Historia

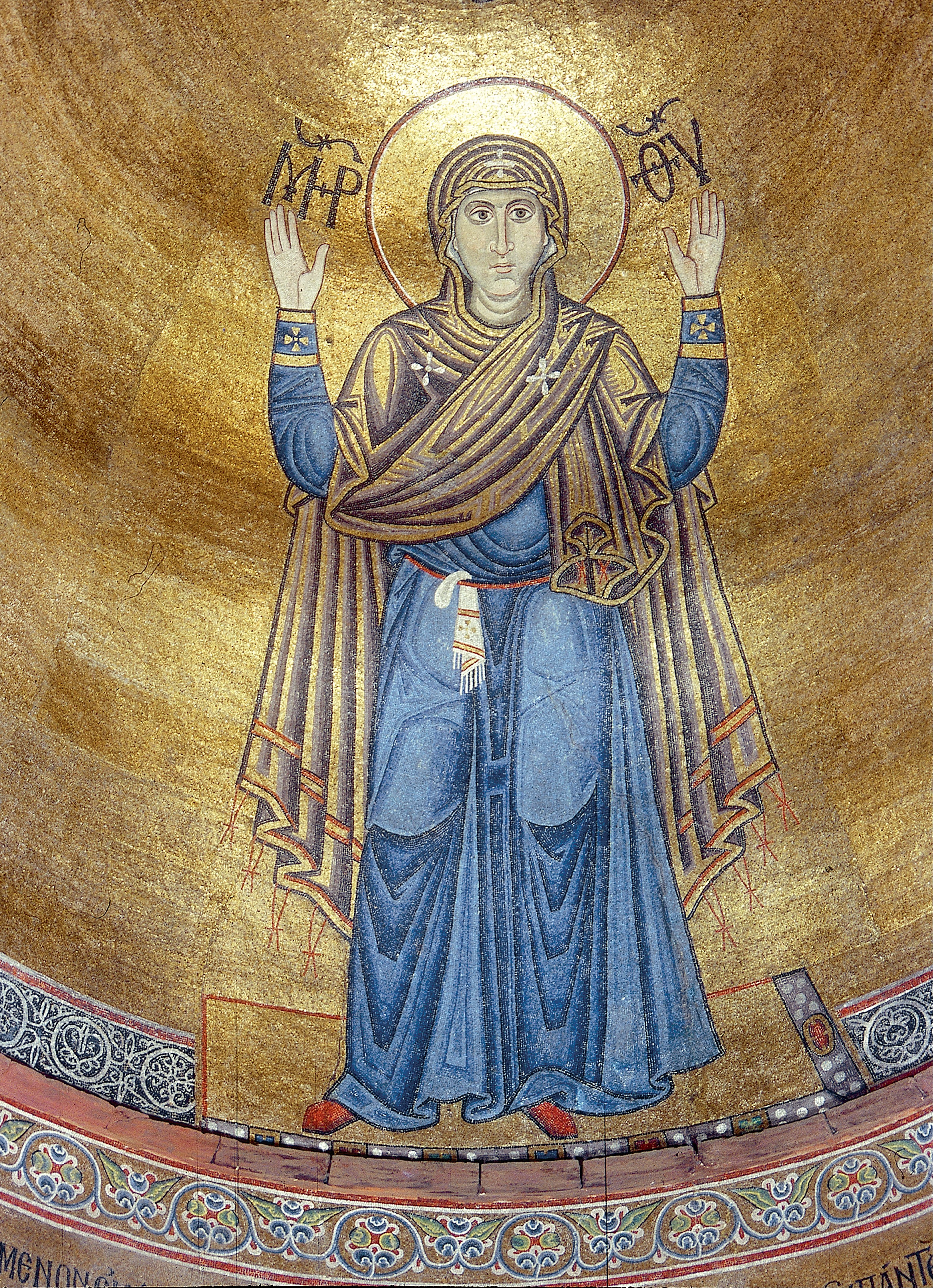
La Virgen orante de la Catedral de Santa Sofía.

El nombre de la catedral viene de la catedral Hagia Sofía del siglo VI en Constantinopla (que significa «Sagrada Sabiduría») y está dedicada a la Sagrada Sabiduría de Dios.
Según una teoría menos popular, su modelo fue la Catedral de Santa Sofía en Nóvgorod, con sus 13 cúpulas de roble (h. 989), que Yaroslav I el Sabio decidió imitar en piedra como un signo de gratitud a los ciudadanos de Nóvgorod que le habían ayudado a asegurar el trono de Kiev en 1019.
Los primeros cimientos se colocaron en 1037 (o 1011), pero la catedral tardó dos décadas en acabarse. La estructura tiene cinco naves, cinco ábsides y, de manera bastante sorprendente tratándose de arquitectura bizantina, 13 cúpulas. Está rodeada por galerías de dos hileras por tres lados. Mide 37 metros por 55 metros, el exterior solía tener pedestales. En el interior, conserva mosaicos y frescos del siglo XI, incluyendo una representación de la familia de Yaroslav y la Virgen orante.

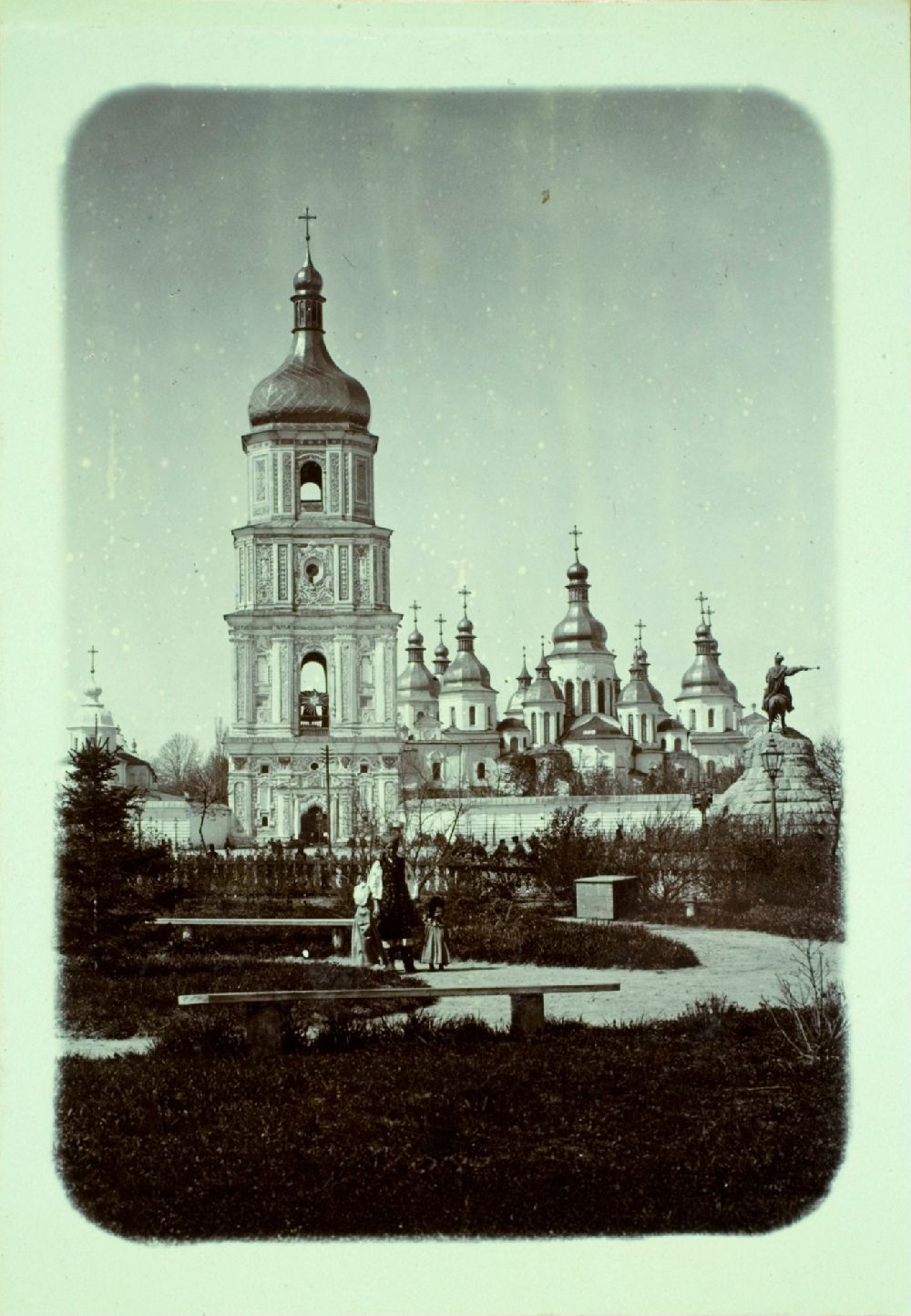
Catedral de Santa Sofía, Kiev, Department of Image Collections, National Gallery of Art Library, Washington D. C.

En origen, la catedral fue lugar de enterramiento de los gobernantes de la Rus de Kiev, entre ellos Vladímir II Monómaco, Vsévolod Yaroslávich y desde luego el fundador de la catedral, Yaroslav I el Sabio, aunque sólo ha sobrevivido hasta nuestros días la tumba de este último (véase la imagen).
Después del saqueo de Kiev por Andréi Bogoliubski de Vladímir-Súzdal en 1169, seguido por los tártaros mongoles en 1240, la catedral cayó en mal estado. Tras la Unión de Brest (1595-1596) la catedral de Santa Sofía quedó en manos de la Iglesia greco-católica ucraniana hasta que fue reclamada por el obispo metropolita ortodoxo ucraniano Petró Mohyla en 1633. Mohyla encargó trabajos de restauración, y la parte superior del edificio fue meticulosamente reconstruida, según modelo del arquitecto italiano Octaviano Mancini en el marcado estilo barroco ucraniano, al tiempo que conservaba el interior bizantino, manteniendo intacto su esplendor. La obra siguió con el hetman cosaco Iván Mazepa y en 1740, acabó la catedral con su forma actual.
Después de la Revolución Rusa de 1917, y durante la campaña antirreligiosa soviética de los años 1920, el plan del gobierno preveía la destrucción de la catedral y la transformación del suelo en un parque de los «Héroes de Perekop» (por una victoria del Ejército Rojo en la Guerra Civil Rusa en Crimea). La catedral se salvó de la destrucción principalmente por el esfuerzo de muchos científicos e historiadores. No obstante, en 1934, las autoridades soviéticas confiscaron la estructura, incluyendo el complejo arquitectónico de los siglos XVII-XVIII que la rodeaba y la designaron como un museo arquitectónico e histórico.
A finales de los años 1980, las autoridades soviéticas, y luego las ucranianas, prometieron devolver el edificio a la Iglesia Ortodoxa rusa. Debido a varios cismas y facciones dentro de la Iglesia, la devolución se pospuso, pues todas las iglesias ortodoxas y greco-católicas la reclamaban. Aunque todas las iglesias ortodoxas han sido autorizadas a celebrar servicios en diferentes fechas, otras veces se les ha denegado el acceso. Fue memorable el funeral del patriarca Volodýmyr de la Iglesia ortodoxa ucraniana del Patriarcado de Kiev, cuando intervino la policía antidisturbios para impedir el enterramiento en los locales del museo y tuvo lugar un choque sangriento. Después de semejantes acontecimientos, a ninguna confesión religiosa se le han reconocido aún los derechos para celebrar servicios religiosos regulares. El complejo actualmente permanece como un museo del Cristianismo de Ucrania, siendo la mayor parte de sus visitantes turistas.
El 27 de agosto de 2007, la Catedral de Santa Sofía fue considerada como una de las Siete Maravillas de Ucrania, por un sistema de votación de expertos y la comunidad de Internet.
El 10 de junio de 2025 un ataque ruso provocó el derrumbe de parte de la cornisa del ábside principal de la catedral.